# Lijst van Microsoft-lettertypen
Microsoft is eigenaar of licentiehouder van een diverse lettertypen.
- Andalé Mono
- Andy Bold
- Aptos
- Calibri
- Cambria
- Candara
- Century Gothic
- Comic Sans
- Consolas
- Constantia
- Corbel
- Georgia
- Impact
- Malgun Gothic
- Meiryo
- Microsoft YaHei
- MS Sans Serif
- MS Serif
- Roman
- Segoe
- Tahoma
- Terminal
- Trebuchet MS
- Verdana
- Westminster